# Emerson, Lake & Powell
Emerson, Lake & Powell fue un grupo de rock progresivo inglés, considerada cómo una variante de Emerson, Lake & Palmer.

## Historia
Keith Emerson y Greg Lake habían planeado formar Emerson, Lake & Palmer con, obviamente Carl Palmer, pero este no pudo debido a que estaba trabajando con Asia. Tuvieron la idea de pedir audiciones de bateristas, sin embargo ninguno quedó. Emerson fue en busca de su amigo Cozy Powell. La banda ha insistido de que fuera una coincidencia su apellido con la P, lo que hizo conservar su iniciales originales. Bromearon con su búsqueda de bateristas tales como Phil Pollins, Ringo Parr y Gene Prupa. Antes Powell decidió unirse. Poco en la grabación, en el estudio de granero de Emerson, se destruyo por completo debido a un tractor fuera de control. lo que hizo llevar que lo regrabaran. 
El álbum homónimo los llevó de regreso al rock progresivo con baladas suaves y temas clásicos (tal como Mars, The Bringer Of War de Gustav Holst, una canción anteriormente interpretada por Greg Lake cuándo lideraba King Crimson).
Los tres miembros del grupo han fallecido desde entonces: Cozy Powell murió a los 50 años en un accidente automovilístico, Greg Lake murió a los 69 años de cáncer y Keith Emerson murió a los 71 años de un disparo a la cabeza dictaminado como suicidio.

## Miembros
- Keith Emerson - teclados (Falleció en 2016)
- Greg Lake - voz, bajo y guitarras (Falleció en 2016)
- Cozy Powell - batería, percusiónes (Falleció en 1998)

## Discografía

### Álbumes

#### Estudio
| Año  | Detalles                                                                         |
| ---- | -------------------------------------------------------------------------------- |
| 1986 | Emerson, Lake & Powell - Lanzamiento: 26 de mayo de 1986 - Discográfica: Polydor |

#### Recopilatorios
| Año  | Detalles                                                                           |
| ---- | ---------------------------------------------------------------------------------- |
| 2003 | The Sprocket Sessions - Lanzamiento: 25 de junio de 2003 - Discográfica: Manticore |

### Sencillos
| Año  | Detalles                                                                          |
| ---- | --------------------------------------------------------------------------------- |
| 1986 | Touch and Go/Learning to Fly - Lanzamiento: julio de 1986 - Discográfica: Polydor |

| Año  | Detalles                                                                                |
| ---- | --------------------------------------------------------------------------------------- |
| 1986 | Lay Down Your Guns/Step Aside - Lanzamiento: septiembre de 1986 - Discográfica: Polydor |